# Noiron-sur-Bèze
Noiron-sur-Bèze è un comune francese di 218 abitanti situato nel dipartimento della Côte-d'Or nella regione della Borgogna-Franca Contea.

## Società

### Evoluzione demografica
Abitanti censiti